# 왕덕방
왕덕방(王徳榜, Wang Debang, 1837년 - 1893년)은 청나라 말기의 군인이다. 자는 낭청(朗青)이다.

## 생애
후난성 강화 출신이다. 1852년, 태평천국군이 후난성으로 진격하자 형인 길창(吉昌)과 함께 향용을 조직하여 싸웠다. 1855년부터 강서성 · 절강성 · 안후이성을 전전하며 1860년부터 상군인 좌종당의 휘하에서 일했다. 그 후, 강서성 · 복건성 · 광동성 방면에서 이세현 · 왕해양 세력과 싸워 공적을 올려 1865년에는 복건 안찰사 겸 복건 포정사로 승진했다.
1871년, 좌종당을 따라 섬서성, 감숙성의 둥간 혁명을 진압했다. 1880년, 신강과 장자커우에 주둔했다. 이듬해 북경에 들어가 총기 교련과 수리 사업에 힘썼다.
1884년, 청불 전쟁이 발발하자 광시성에서 군사를 모아 베트남의 랑선에 주둔했고, 이듬해에는 진남관 전투에서 풍자재와 함께 프랑스군에 대승을 거뒀다.
1889년, 귀주 포정사로 임명되어 재직 중에 사망했다.

## 출전
- 청사고, 459권, 열전 246